# 布氏硬度试验
布氏硬度试验（Brinell scale）是压入硬度试验之一种，其测量值用HB或BHN表示。
该试验最初由瑞典工程师 Johan August Brinell（1849年-1925年）于1900年提出。布氏硬度是第一个被广泛用于工程学及冶金学的标准化硬度试验。此试验方法因压痕较大和对待测材料损伤明显，应用受到一定限制。

## 测量方法

布氏硬度试验法的缩略图。
d = (d_{1} + d_{2}) / 2

布氏硬度试验一般采用直径10毫米的球形钢压头，用一定的负荷（试验力）压入被测材料表面。常见的试验力可高达3,000千克力（29千牛頓）；对于软的材料则可用较小的负荷。如果试验材料很硬，则以碳化钨球压头代替钢压头。保持负荷一定时间后，卸除试验力，测量材料表面留下的压痕之直径。
布氏硬度值的计算公式为：
{\displaystyle {\mbox{HB}}={\frac {2P}{\pi D({D-{\sqrt {(D^{2}-d^{2})}})}}}}
P = 负荷（千克力）
D = 压头直径（毫米）
d = 压痕直径（毫米）
报告布氏硬度值的时候，必须注明试验条件。使用标准方法记录的试验条件如HBW 10/3000中，HBW指使用碳化钨压头（W是钨的化学符号，使用钢压头的则记为HBS），10指的是用毫米测量的压头直径，3000指的是用千克力测量的负荷。

布氏硬度值称为BHN（Brinell Hardness Number），常被简写为HB(Hardness Brinell)。

## 常见材料的布氏硬度
| 材料              | 硬度                      |
| ----------------- | ------------------------- |
| 软木              | 1.6 HBS 10/100            |
| 硬木              | 2.6 to 7.0 HBS 1.6 10/100 |
| 铝                | 15 HBW                    |
| 铜                | 35 HBW                    |
| 碳钢              | 120 HBW                   |
| 18-8 (304) 不锈钢 | 250 HBW                   |
| 玻璃              | 1550 HBW                  |
| 硬质工具钢        | 650 - 700 HBW             |

## 标准
- 国际标准：

- ISO 6506-1:2005 Ed. 2 Brinell hardness test Part 1: Test method
- ISO 6506-2:2005 Ed. 2 Brinell hardness test Part 2: Verification and Calibration of testing machines
- ISO 6506-3:2005 Ed. 2 Brinell hardness test Part 3: Calibration of reference blocks
- ISO 6506-4:2005 Ed. 1 Brinell hardness test Part 4: Table of hardness values

- 中华人民共和国国家标准

- GB／T231.1-2002 金属布氏硬度试验第1部分：试验方法
- GB／T231.2-2002 金属布氏硬度试验第2部分：硬度计的检验与校准
- GB／T231.3-2002 金属布氏硬度试验第3部分：标准硬度块的标定